# Premi e riconoscimenti degli R5
Segue la lista dei premi e riconoscimenti ricevuti dal gruppo musicale pop rock e alternative rock statunitense R5.

## Teen Choice Awards[1]
| Anno | Categoria               | Nomination | Risultato   |
| ---- | ----------------------- | ---------- | ----------- |
| 2014 | Miglior Gruppo Musicale | R5         | Candidato/a |

## Radio Disney Music Awards[2][3][4]
| Anno | Categoria                              | Nomination | Risultato       |
| ---- | -------------------------------------- | ---------- | --------------- |
| 2013 | Miglior gruppo musicale                | R5         | Candidato/a     |
| 2013 | Miglior esibizione acustica            | Loud       | Candidato/a     |
| 2014 | Miglior gruppo musicale                | R5         | Candidato/a     |
| 2014 | Show stopper (per i concerti sold-out) | R5         | Vincitore/trice |
| 2014 | Miglior Band                           | R5         | Vincitore/trice |
| 2014 | Best song to rock out with your BFF    | Loud       | Candidato/a     |
| 2014 | Favorite Road Trip Song                | Pass Me By | Candidato/a     |
| 2014 | Air Guitar                             | Ross Lynch | Vincitore/trice |
| 2015 | Best song that makes you smile         | Smile      | Candidato/a     |
| 2015 | Fiercest fans                          | R5Family   | Candidato/a     |

## J-14 Teen Icon Awards[5][6]
| Anno | Categoria                    | Nomination | Risultato   |
| ---- | ---------------------------- | ---------- | ----------- |
| 2013 | Band/Gruppo musicale iconico | R5         | Candidato/a |
| 2014 | Band iconica                 | R5         | Candidato/a |
| 2014 | Artista icona maschile       | Ross Lynch | Candidato/a |

## Next Big Think Awards[7]
| Anno | Categoria      | Nomination | Risultato       |
| ---- | -------------- | ---------- | --------------- |
| 2013 | Next Big Thing | R5         | Vincitore/trice |

## Vevo LIFT Fan Vote Awards[8]
| Anno | Categoria        | Nomination | Risultato   |
| ---- | ---------------- | ---------- | ----------- |
| 2014 | Vevo LIFT Artist | R5         | Candidato/a |

## Young Hollywood Awards[9]
| Anno | Categoria              | Nomination | Risultato   |
| ---- | ---------------------- | ---------- | ----------- |
| 2014 | Social Media Superstar | R5         | Candidato/a |